# Vargula (Römer)
Vargula war ein antiker römischer Witzemacher im 1. Jahrhundert v. Chr.
Marcus Tullius Cicero erwähnt Vargula in seinem 55 v. Chr. veröffentlichten Werk De oratore („Über den Redner“). Darin stellt Cicero Überlegungen zum „idealen“ Redner an. Diese Gedanken bettet er in eine Rahmenerzählung ein, in der sich berühmte römische Redner im Jahr 91 v. Chr. über die Frage unterhalten, was einen guten Redner auszeichne und wo die Grenzen der geschmacklich akzeptablen Redekunst verliefen. Einer der Unterredner im 2. Buch der Schrift ist der für seinen Witz bekannte Politiker und Redner Gaius Iulius Caesar Strabo Vopiscus. Dieser beschreibt Vargula als seinen Freund, dessen Witz fast so beißend (dicaces) sei wie der des Quintus Granius. Witzemacher wie Vargula und Granius, so meint Strabo bzw. Cicero (Cicero schiebt hier den auftretenden Charakteren seine eigene Meinung unter), unterschieden sich dadurch von Rednern, dass sie jeden witzigen Einfall sofort „anbringen zu müssen meinen“ (necesse habeamus dicere). Witzemacher und Clowns (scurrae) wie Vargula, so kritisiert Strabo/Cicero weiter, legten nicht die nötige „Mäßigung und Beschränkung des Spottes“ an den Tag; vor allem aber unterschieden sich echte Redner dadurch, dass sie sich des Spottes nur zu einem strategischen Zweck bedienten, „nicht um für Witzlinge zu gelten, sondern um dadurch einen Vorteil zu gewinnen“. Vargula dagegen spotte „den ganzen Tag und ohne Zweck“ (totum diem et sine causa). Als Beispiel nennt Strabo/Cicero einen beleidigenden Situationsscherz, der leider (?) als der einzige überlieferte Witz Vargulas gelten muss:

“Quid enim est Vargula adsecutus, cum eum candidatus A. Sempronius cum M. fratre suo complexus esset ‘puer, abige muscas’? Risum quaesivit, qui est mea sententia vel tenuissimus ingeni fructus. Tempus igitur dicendi prudentia et gravitate moderabimur.”

„Denn welchen Gewinn hatte Vargula davon, daß er, als ihn Aulus Sempronius Musca als Amtsbewerber mit seinem Bruder Marcus umarmte, ausrief: ‘Bursche, jage mir die Fliegen [musca = Fliege, aufdringlicher Mensch; gleichzeitig Cognomen der Brüder Sempronius] fort!’? Lachen suchte er zu erregen, und das ist meines Erachtens der geringste Gewinn geistiger Begabung. Die rechte Zeit also zu witzigen Einfällen müssen wir mit Klugheit und Ernst abmessen.“